# Койсюг
Койсюг, Койсуг, Койсюгське — село, засноване у 1769 році запорізькими козаками, які вважали цю територію своєю. Формально відносилася до Ростовського повіту. На річці Койсюг за 12 верст на південь від Ростова, за 4 км на захід від татарського стану Батай. Сьогоднішній район міста Батайськ (Батайськ-Західний) Ростовської області.
Біля села залишки 17 сторіччя фортеці Скопина. Курган «П'ять братів» ранньо-сарматської культури.
Назване за тутешнєю річкою Койсуг. Тюркське «кой су» значить «овеча річечка».
Село постійно поповнювалося українськими козаками й селянами.

## Частини села
Історично село мало дві частини: Полуденка і Доломанівка.
1780 року слобода Полуденна, що була недалеко від фортеці Святого Димитрія Ростовського була віддана Катериною II кримським вірменам, а її мешканцям було наказано переселитися у Солдатський форштадт (передмістю) фортеці, що у районі сучасного Старого базару. Проте багато вирішили переселитися у Койсюг, утворивши Полуденку.
У 1823—1824 роках міський магістрат Ростова включив до свого складу слободу Доломанівську над річкою Темерник. Більше 300 чоловік вирішили переселитися у Койсюг, утворив Доломанівку.
Земля Койсюгу мала понад 20 тис. десятин від долини Дону до річки Кагальник. Згодом була додані західні ділянки (Середній гусарський брід) до 28 тисяч десятин.
Поселенці селилися у селі у по хуторах вздовж річок Азовка та Кагальник, які перетворилися на села: Самарське, Кочеванчик, Новомиколаївка, Височине, Кулешівка. Офіційне відокремлені хутори за наказов у 1836 році. Хутір Кирбита перейменований на Миколаївське.
Донський отаман Платонов безуспішно намагався долучити Койсюгські села до Області війська Донського у 1798—1803 роках.
Перша дерев'яна церква Успіння відкрита 1783 року, перебудована цеглою 1861 року. Зруйнована більшовиками.
1873 року побудована Вознесенська церква у Доломанівці. Зберігалася дзвіниця.
За даними на 1859 рік у казенному селі другого стану Ростовського повіту Катеринославської губернії налічувалось 765 дворів, в яких мешкало 5536 осіб (2696 чоловічої статі та 2840 — жіночої), існували православна церква, поштова станція та станова квартира.
1884 року відкрита перша школа.
Станом на 1886 рік у селі Батайської волості мешкало 6923 осіб, налічувалось 1088 дворових господарств, існували 2 православні церкви, школа, 10 лавок, 2 рейнських погріба та земська станція.